# 카메라 옵스큐라 (2017년 영화)
《카메라 옵스큐라》(Camera Obscura)는 미국에서 제작한 에런 B. 쿤츠 감독의 2017년 공포 영화이다. 크리스토퍼 데넘 등이 출연했다. 에런 B. 쿤츠의 감독 데뷔작이다.

## 줄거리
외상 후 스트레스 장애에 시달리는 전쟁 사진 전문 작가 잭은 여자친구에게서 80년 전에 만들어졌다는 희귀 골동품 사진기를 선물 받는다. 이 사진기로 찍은 필름은 현상하면 누군가의 임박한 죽음을 암시하는 미래의 흑백 사진이 된다.

## 출연
- 크리스토퍼 데넘 - 잭 젤러 역
- 캐서린 커틴 - 도슨 형사 역
- 체이스 윌리엄슨 - 포드 형사 역
- 노아 시건 - 월트 역
- 랜스 E. 니컬스 - 빈센트 경위 역